# Al-Zubayr ibn Abd al-Muttalib
Al-Zubayr ibn Abd al-Muttalib (en arabe : الزبير بن عبد المطلب), fils d'Abd al-Muttalib et de Fatima bint Amr. Frère d'Abu Talib et du père de Mohamet, Abdullah, il est un oncle de Mahomet.

## Biographie
Il a épousé Atika bint Abi Wahb, du clan Makhzum, et ils ont eu quatre filles et un fils.
1. Duba'a, qui a épousé Miqdad ibn Aswad, ils eurent deux enfants[2].
2. Umm al-Hakam (ou Umm Hakim), qui a épousé Rabi'ah ibn al-Harith et a eu neuf enfants.
3. Safiya.
4. Umm al-Zubayr[3],[4].
5. AbdAllah[5].

Après la mort de son demi-frère, Al-Harith, Al-Zubayr, il prit la suite de la rifada et de la siqaya, la tâche honorifique de fournir à manger et à boire aux pèlerins, partagée avec son frère Abu Talib. Ils partageaient également la tutelle conjointe du jeune Muhammad. On dit qu'il a emmené Muhammad en voyage au Yémen vers 584.
Al-Zubayr fut à l'initiative du pacte des Vertueux (Hilf al-Fudul). Il s'agit d'un mouvement formé à La Mecque en mai 591 contre l'injustice subie par les personnes non soutenues par un clan,. Il est censé avoir dit à propos de ce pacte :

« J'ai juré : "Faisons un pacte contre eux, bien que nous soyons tous membres d'une tribu. Nous l'appellerons al-Fudul ; si nous faisons ce pacte, l'étranger pourra vaincre ceux sous protection locale, et ceux qui font le tour de la Kaaba sauront que nous rejetons l'injustice et empêcherons toutes les choses honteuses. (...) Al-Fudul, un pacte et une alliance selon lesquels aucun malfaiteur ne demeurera dans le cœur de La Mecque. Ils étaient fermement d'accord ; et ainsi le voisin protégé et l'étranger non protégé sont en sécurité parmi eux. »

Al-Zubayr est un des nombreux Quraysh qui ont participé à la reconstruction de la Kaaba en 605. Un gros serpent avait élu domicile dans le sanctuaire. Un jour, un aigle emporta le serpent, laissant les bâtisseurs libres de travailler. Al-Zubayr, très impressionné par cela, composa un poème décrivant comment « l'aigle descendit, mortellement droit dans son élan ; il l'emporta. ».
Une tradition qu'Ibn Kathir appelle « faible » déclare qu'il est mort vers 585. Ceci est contredit par plusieurs traditions qui indiquent qu'il était encore en vie plusieurs années plus tard.